# L'Scooby-Doo: On és, la mòmia?
L'Scooby-Doo: On és, la mòmia? (títol original en anglès, Scooby-Doo! in Where's My Mummy?) és una pel·lícula animada d'aventures estatunidenca de 2005. Representa la novena entrega d'una sèrie de pel·lícules d'animació distribuïda directament a vídeo basades en els dibuixos animats d'Scooby-Doo. a pel·lícula es va emetre per primera vegada a Cartoon Network als Estats Units el 24 de novembre de 2005. Es va llançar en VHS i DVD als Estats Units i Canadà el 13 de desembre de 2005. Va ser produdat per Warner Bros. Animation, tot i que al final presentava un logotip i drets d'autor per a Hanna-Barbera Cartoons. És l'última pel·lícula d'Scooby-Doo que s'estrena en VHS. S'ha doblat al català.